# Prix Kim Soo-young
Le prix Kim Soo-young est un prix littéraire de poésie en Corée du Sud créé par l'éditeur Minumsa en 1981 en l'honneur du poète sud-coréen Kim Soo-young.

## Lauréats
| #  | Année | Lauréat         | Œuvre                         | Traduction                                     |
| -- | ----- | --------------- | ----------------------------- | ---------------------------------------------- |
| 1  | 1981  | Jeong Hui-seong | 저문 강에 삽을 씻고           |                                                |
| 2  | 1982  | Lee Seong-bok   | 뒹구는 돌은 언제 잠 깨는가    | Quand la pierre qui roule s’éveillera-t-elle ? |
| 3  | 1983  | Hwang Ji-u      | 새들도 세상을 뜨는구나        | Même les oiseaux quittent ce monde             |
| 4  | 1984  | Kim Kwang-kyu   | 아니다 그렇지 않다            | Non ce n'est pas ça                            |
| 5  | 1985  | Choi Seungho    | 고슴도치의 마을               | Le village du hérisson                         |
| 6  | 1986  | Kim Yong-taik   | 맑은 날                       | Un jour clair                                  |
| 7  | 1987  | Jang Jung-il    | 햄버거에 대한 명상            | Méditation sur les hamburgers                  |
| 8  | 1989  | Kim Jeong-ung   | 천로역정, 혹은                |                                                |
| 9  | 1990  | Yi Ha-seok      | 우리 낯선 사람들              |                                                |
| 10 | 1991  | Cho Jung-kwon   | 산정묘지                      | Une tombe au sommet                            |
| 11 | 1992  | Jang Seoknam    | 새떼들에게로의 망명           | Une volée d'oiseaux                            |
| 12 | 1993  | Yi Gi-cheol     | 지상에서 부르고 싶은 노래     |                                                |
| 13 | 1994  | Cha Chang-ryong | 해가 지지 않는 쟁기질         |                                                |
| 14 | 1995  | Kim Ki-taek     | 바늘 구멍 속의 폭풍           | Vent violent dans un trou d'aiguille           |
| 15 | 1996  | Yoo Ha          | 세운상가 키드의 사랑          |                                                |
| 16 | 1997  | Kim Hyesoon     | 불쌍한 사랑 기계              | Une pauvre machine d'amour                     |
| 17 | 1998  | Ra Heeduk       | 그곳이 멀지 않다              | Ce n'est pas loin d'ici                        |
| 18 | 1999  | Baek Ju-eun     | 지금 어디에 계십니까          | Où êtes-vous maintenant ?                      |
| 19 | 2000  | Song Chanho     | 붉은 눈, 동백                 | Neige rouge, Camélia rouge                     |
| 20 | 2001  | Yi Jeong-rok    | 제비꽃 여인숙                 | L'Auberge violette                             |
| 21 | 2002  | Chae Ho-ki      | 수련                          | Nénuphars                                      |
| 22 | 2003  | Yi Yun-hak      | 꽃막대기와 꽃뱀과 소녀와      |                                                |
| 23 | 2004  | Hwang In-suk    | 자명한 산책                   |                                                |
| 24 | 2005  | Ham Min-bok     | 말랑말랑한 힘                 |                                                |
| 25 | 2006  | Kang Gi-won     | 바다로 가득 찬 책             |                                                |
| 26 | 2007  | Sun Myung-moon  | 검은 표범 여인                |                                                |
| 27 | 2008  | Yeo Tae-cheon   | 스윙                          | Balançoire                                     |
| 28 | 2009  | Kim Kyung-ju    | 시차의 눈을 달랜다            | Consoler les yeux du décalage horaire          |
| 29 | 2010  | Kim Seong-dae   | 귀 없는 토끼에 관한 소수 의견 |                                                |
| 30 | 2011  | Seo Hyo-in      | 백 년 동안의 세계대전         |                                                |
| 31 | 2012  | Hwan Gin-chan   | 구관조 씻기기                 |                                                |
| 32 | 2013  | Son Mi          | 양파 공동체                   |                                                |
| 33 | 2014  | Gihyeok         | 모스크바예술극장의 기립 박수  |                                                |